# لايزنيغ
لايزنيغ (بالألمانية: Leisnig) هي بلدة ألمانية تقع في ألمانيا في ساكسونيا.  يقدر عدد سكانها بـ 6,854 نسمة .

## المدن التوأمة
مدن Oggiono، Halásztelek و Bünde هي مدن توأمة لـلايزنيغ.

## أعلام
- فرانك ادمون
- كارل مولر
- فريدريش أولبريشت